# Axel Toupane
Axel Toupane (23 de julho de 1992) é um francês jogador de basquete profissional do Milwaukee Bucks da National Basketball Association (NBA) e do Wisconsin Herd da G-League. Toupane também representa a Seleção Francesa em eventos internacionais.
Axel Toupane é formado pela Universidade Luigi Bocconi, HEC Paris e Emlyon Business School.

## Carreira profissional

### SIG Strasbourg (2011–2015)
De 2008 a 2011, Toupane passou um tempo com as equipes Sub-21 do Élan Béarnais Pau-Orthez e do SIG Strasbourg, antes de se juntar à equipe sênior da SIG Strasbourg para a temporada de 2011-12 da LNB Pro A. Como novato, ele teve médias de 2,5 pontos e 1,4 rebotes em 22 jogos.
Na temporada de 2012-13, Toupane teve médias de 3,9 pontos e 1,9 rebotes em 35 jogos. Ele ajudou o Strasbourg a chegar à final da LNB Pro A Leaders Cup. Ele foi consideravelmente mais eficaz na temporada seguinte, com médias de 6,1 pontos e 2,5 rebotes em 41 jogos.
Após a temporada de 2013-14, Toupane entrou no Draft da NBA de 2014, mas não foi selecionado. Em seguida, ele competiu na Summer League de 2014, pelo Dallas Mavericks, onde obteve médias de 3,5 pontos e 2,0 rebotes  em quatro jogos. Ele voltou ao Strasbourg após a Summer League e, na temporada de 2014-15, Toupane teve médias de 7,5 pontos, 2,5 rebotes e 1,4 assistências em 42 jogos. O Strasbourg terminou como líder da temporada regular pelo segundo ano consecutivo em 2015 e venceu a Copa da França e a LNB Pro A Leaders Cup.

### Raptors 905 (2015–2016)
Em 23 de julho de 2015, Toupane assinou com o Toronto Raptors, após ter médias de 4,3 pontos e 1,7 rebotes em três jogos na Summer League pela equipe. Em 24 de outubro de 2015, ele foi dispensado pelos Raptors, depois de jogar em dois jogos da pré-temporada da NBA
Em 31 de outubro de 2015, Toupane foi adquirido pelo Raptors 905, da G-League, como jogador afiliado do Toronto. Em 19 de novembro, ele fez sua estreia pelo Raptors 905 em uma derrota por 109-104 para o Maine Red Claws, registrando 17 pontos, 10 rebotes, quatro assistências e um roubo de bola.

### Denver Nuggets (2016)
Em 3 de março de 2016, Toupane assinou um contrato de 10 dias com o Denver Nuggets, após ter médias de 14,6 pontos, 5,6 rebotes, 3,6 assistências e 1,0 roubo de bola em 32 jogos disputados na G-League. No dia seguinte, ele fez sua estreia na NBA, em uma derrota por 121-120 para o Brooklyn Nets, registrando um rebote em cinco minutos. Em 14 de março, ele assinou um segundo contrato de 10 dias com os Nuggets. Em 25 de março, ele assinou um contrato de dois anos com a equipe. No final da temporada de 2015–16, Toupane foi eleito o Jogador que Mais Evoluiu da D-League. Em 15 de outubro de 2016, Toupane foi dispensado pelos Nuggets.

### Retorno ao Raptors 905 e Milwaukee Bucks (2016–2017)
Em 30 de outubro de 2016, Toupane foi readquirido pelo Raptors 905. Em 25 de fevereiro de 2017, Toupane assinou um contrato de 10 dias com o Milwaukee Bucks. Em 4 de março de 2017, ele foi dispensado pelos Bucks e foi readquirido pelos Raptors 905 no mesmo dia.

### New Orleans Pelicans (2017)
Em 10 de abril de 2017, Toupane assinou com o New Orleans Pelicans pelo restante da temporada de 2016–17. Em 25 de julho de 2017, ele foi dispensado pelos Pelicans.

### Žalgiris (2017–2018)

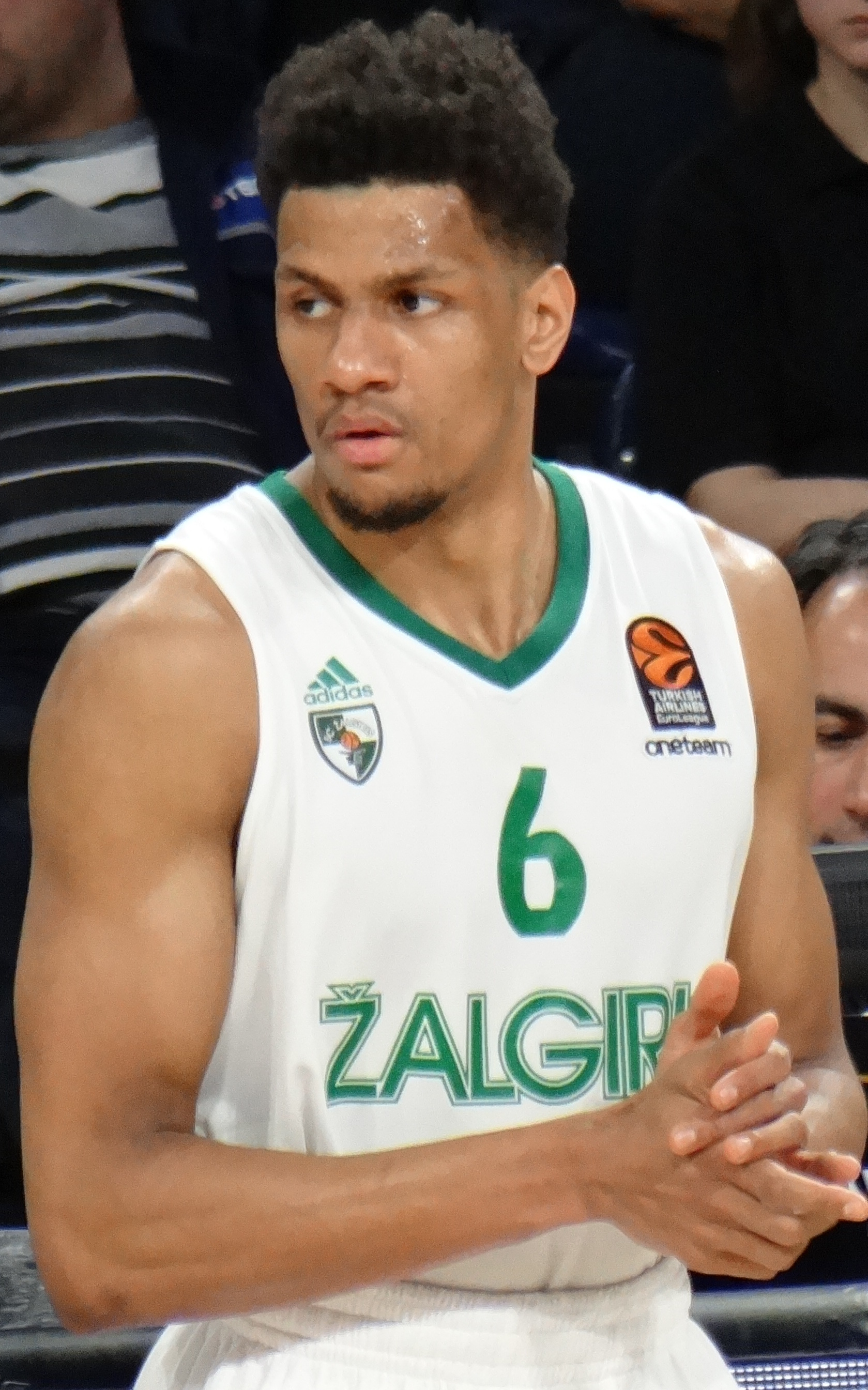
Toupane com Žalgiris em 2018

Em 27 de julho de 2017, Toupane assinou com o clube lituano Žalgiris, da Liga LKL. A sua defesa sólida ajudou a sua equipa na Euroleague, onde o Žalgiris chegou ao primeiro Final Four em 19 anos e terminou em 3º lugar, como na LKL, onde o Žalgiris conquistou o 8º título. Axel também foi um dos melhores jogadores da taça da liga, que Žalgiris também venceu.

### Olympiacos (2018–2019)
Em 17 de julho de 2018, Toupane assinou um contrato de dois anos com o time grego Olympiacos da Liga Grega. Em 45 jogos disputados pelo Olympiacos, ele obteve médias de 5,8 pontos e 1,8 rebotes. Em 13 de abril de 2019, Toupane anunciou sua saido do Olympiacos.

### Unicaja (2019-2020)
Em 21 de agosto de 2019, ele assinou contrato de 1 ano com o Unicaja da Liga ACB.

### SIG Strasbourg (2020)
Em 1 de setembro de 2020, Toupane assinou com o SIG Strasbourg até 17 de outubro.
Em 3 de dezembro de 2020, Toupane assinou um contrato de 1 ano com o Golden State Warriors. Em 18 de dezembro de 2020, os Warriors dispensaram Toupane.

### Santa Cruz Warriors (2021)
Em 12 de janeiro de 2021, Toupane foi incluído no elenco do Santa Cruz Warriors que participaria da temporada de 2020-21 da G-League no Wide World of Sports Complex da Walt Disney World Resort localizado perto de Orlando.

### Segunda passagem no Milwaukee Bucks (2021–Presente)
Em 14 de março de 2021, o Milwaukee Bucks anunciou que assinaram um contrato de um ano com Toupane.

## Carreira na seleção
Como membro das seleções juniores da França, Toupane jogou no Campeonato Europeu Sub-20 de 2011, onde conquistou a medalha de bronze, e no Campeonato Europeu Sub-20 de 2012, onde conquistou a medalha de prata. Com a seleção principal da França, ele jogou no EuroBasket de 2017.

## Estatísticas

### NBA

#### Temporada regular
| Ano      | Equipe      | PJ | PT | MPJ  | AP   | 3P   | LL   | RT  | AS  | BR  | TO  | PPJ |
| -------- | ----------- | -- | -- | ---- | ---- | ---- | ---- | --- | --- | --- | --- | --- |
| 2015–16  | Denver      | 21 | 0  | 14.5 | .357 | .325 | .765 | 1.5 | .7  | .3  | .3  | 3.6 |
| 2016–17  | Milwaukee   | 2  | 0  | 3.0  | .000 | .000 | .000 | .0  | .0  | .0  | .0  | .0  |
| 2016–17  | New Orleans | 2  | 0  | 20.5 | .625 | .333 | .000 | .5  | .0  | .5  | .5  | 5.5 |
| Carreira | Carreira    | 25 | 0  | 12.6 | .327 | .219 | .255 | 0.6 | 0.2 | 0.2 | 0.2 | 3.0 |

### EuroLeague
| Ano      | Equipe     | PJ | PT | MPJ  | AP   | 3P   | LL   | RT  | AS  | BR  | TO  | PPJ |
| -------- | ---------- | -- | -- | ---- | ---- | ---- | ---- | --- | --- | --- | --- | --- |
| 2013–14  | Strasbourg | 10 | 2  | 15.1 | .355 | .143 | .500 | 2.7 | .9  | .2  | .1  | 2.5 |
| 2017–18  | Žalgiris   | 34 | 21 | 15.3 | .503 | .375 | .711 | 2.1 | .5  | .4  | .1  | 6.9 |
| 2018–19  | Olympiacos | 26 | 4  | 13.3 | .382 | .361 | .815 | 1.2 | .5  | .5  | .2  | 4.8 |
| Carreira | Carreira   | 70 | 27 | 14.5 | .413 | .293 | .675 | 2.0 | 0.6 | 0.3 | 0.1 | 4.7 |

## Vida pessoal
Axel é filho de Jean-Aimé Toupane, técnico de basquete e ex-jogador de ascendência senegalesa, e de mãe francesa.